# Agustín Almendra
Agustín Ezequiel Almendra (San Francisco Solano, Argentina, 11 de febrero de 2000) es un futbolista argentino que se desempeña como mediocampista. Actualmente se desempeña en Racing Club de la Primera División de Argentina. Fue internacional y capitán de la selección sub-20 de Argentina.

## Trayectoria
Cabe destacar que fue sparring de la Selección argentina durante su gira previa al Mundial de Rusia.

### Boca Juniors
En diciembre de 2017 fue citado por el entrenador Guillermo Barros Schelotto a la pretemporada previa a la Copa Libertadores 2018. El 2 de enero de 2018, realizó su primer entrenamiento del año con el club de la Ribera en Cardales, contando con la presencia tanto del plantel titular como el de los juveniles; Gonzalo Maroni, Julián Chicco, Gonzalo Lamardo, Nahuel Molina Lucero, Guido Vadalá, Agustín Heredia, Manuel Roffo y Javier Bustillos.
Con la llegada de Gustavo Alfaro a la dirección técnica de Boca, Almendra comenzó el 2019 con más participación en el equipo, ingresando habitualmente desde el banco de suplentes e incluso arrancado desde el inicio en varios encuentros. El 1 de marzo del mismo año, en la victoria 1 a 3 frente al Club Atlético Unión de Santa Fe, ingresa en el segundo tiempo y convierte de cabeza su primer gol oficial conectando un centro enviado por Julio Buffarini. El 6 de octubre Almendra convirtió su segundo gol con la camiseta azul y oro, sirviendo para el triunfo de Boca 0-1 sobre Defensa y Justicia por la fecha 9 de la Superliga 2019-20.  Almendra haría un gran encuentro el 22 de octubre en el triunfo de Boca 1-0 sobre River en la vuelta de semifinales de Copa Libertadores 2019.
En septiembre del año 2020, Almendra, dejó de entrenar con la primera de Boca por decisión propia, retomando esta en diciembre de ese mismo año. La decisión de Agustín sorprendió al cuerpo técnico ya que lo tenían en cuenta como un joven talento muy prometedor.
En el año 2021, Agustín, alcanzó la titularidad nuevamente en el equipo comandado por Miguel Ángel Russo, en mayo convirtió contra The Strongest, posteriormente con la llegada de Sebastián Battaglia como DT, esto no se modificó, continuo en el primer equipo convirtiendo goles en octubre a Lanús y Huracán respectivamente y en noviembre a Aldosivi, tres de esos goles fueron de disparos lejanos, el jugador se caracterizó por su pegada afuera del área.
En febrero del 2022, y tras haber jugado 2 partidos (entrando desde el banquillo) en la copa de la liga 2022, Almendra discutió con el director técnico de la primera categoría de Boca, Battaglia, y fue echado del entrenamiento. Posterior a esto lo bajaron del plantel de primera división a las divisiones inferiores. En abril de ese mismo año, Agustín, volvió a jugar, esta vez con la reserva de Boca Juniors frente a Vélez Sarsfield, convirtiendo el 3 a 2 para la victoria del club. También convertiría en la goleada de 6 a 0 ese mismo mes frente a Godoy Cruz.

### Racing Club
Luego de ser separado del plantel de Boca Juniors, Agustín Almendra en abril de 2023 firma un precontrato para sumarse al equipo de Avellaneda, llegando en condición de libre a partir del 1 de julio. En la Academia fue titular habitual y uno de los puntos altos del histórico equipo que, bajo la dirección técnica de Gustavo Costas, se consagró campeón de la Copa Sudamericana 2024.

## Selección nacional
En 2017, Almendra participó de algunos partidos de la selección argentina sub-15 y en el Sudamericano Sub-17, respectivamente. En el primer campeonato sudamericano en mención, fue seleccionado junto con Facundo Colidio, Facundo Fernández, Rodrigo Sequeira, Marcelo Weigandt y Laureano Grandis. En 2017, fueron citados junto con Almendra Rodrigo Sequeira, Facundo Colidio y Manuel Roffo (este último también se hallaba en la primera del club xeneize). En 2018, Almendra es convocado a la selección sub-20 para participar en el torneo internacional de L'Alcudia (entre los que se encontraban también algunos de sus compañeros en Boca, tales como Leonardo Balerdi); el equipo logró salir primero de su grupo y ganar la competición luego de derrotar a la selección sub-20 de Rusia en la final, por 2 a 1.

### Participaciones en Copas del Mundo
| Copa                     | Sede    | Resultado        | Partidos | Goles |
| ------------------------ | ------- | ---------------- | -------- | ----- |
| Copa Mundial Sub-20 2019 | Polonia | Octavos de final | 1        | 0     |

## Estadísticas

### Clubes
Actualizado al último partido disputado el 23 de noviembre de 2024.
| Club | Div.          | Temporada     | Liga  | Liga  | Liga   | Copas nacionales(1) | Copas nacionales(1) | Copas nacionales(1) | Torneos internacionales(2) | Torneos internacionales(2) | Torneos internacionales(2) | Total | Total | Total  |
| Club | Div.          | Temporada     | Part. | Goles | Asist. | Part.               | Goles               | Asist.              | Part.                      | Goles                      | Asist.                     | Part. | Goles | Asist. |
| --- | ------------- | ------------- | ----- | ----- | ------ | ------------------- | ------------------- | ------------------- | -------------------------- | -------------------------- | -------------------------- | ----- | ----- | ------ |
| Boca Juniors Argentina | 1.ª           | 2018          | 3     | 0     | 0      | —                   | —                   | —                   | —                          | —                          | —                          | 3     | 0     | 0      |
| Boca Juniors Argentina | 1.ª           | 2018-19       | 15    | 1     | 1      | 4                   | 0                   | 1                   | 5                          | 0                          | 0                          | 24    | 1     | 2      |
| Boca Juniors Argentina | 1.ª           | 2019-20       | 6     | 1     | 0      | —                   | —                   | —                   | 1                          | 0                          | 0                          | 7     | 1     | 0      |
| Boca Juniors Argentina | 1.ª           | 2020          | —     | —     | —      | —                   | —                   | —                   | —                          | —                          | —                          | 0     | 0     | 0      |
| Boca Juniors Argentina | 1.ª           | 2021          | 15    | 3     | 1      | 13                  | 0                   | 0                   | 5                          | 1                          | 1                          | 33    | 4     | 2      |
| Boca Juniors Argentina | 1.ª           | 2022          | —     | —     | —      | 2                   | 0                   | 0                   | —                          | —                          | —                          | 2     | 0     | 0      |
| Boca Juniors Argentina | Total club    | Total club    | 39    | 5     | 2      | 19                  | 0                   | 1                   | 11                         | 1                          | 1                          | 69    | 6     | 4      |
| Racing Club Argentina | 1.ª           | 2023          | —     | —     | —      | 14                  | 0                   | 3                   | 2                          | 0                          | 0                          | 16    | 0     | 3      |
| Racing Club Argentina | 1.ª           | 2024          | 19    | 2     | 2      | 12                  | 1                   | 1                   | 12                         | 2                          | 3                          | 43    | 5     | 6      |
| Racing Club Argentina | Total club    | Total club    | 19    | 2     | 2      | 26                  | 1                   | 4                   | 14                         | 2                          | 3                          | 59    | 5     | 9      |
| Total carrera | Total carrera | Total carrera | 58    | 7     | 4      | 45                  | 1                   | 5                   | 25                         | 3                          | 4                          | 128   | 11    | 13     |
| (1) Incluye datos de la Copa Argentina, Copa de la Superliga y Copa de la Liga. (2) Incluye datos de la Copa Libertadores y Copa Sudamericana. (3) No incluye goles en partidos amistosos. |               |               |       |       |        |                     |                     |                     |                            |                            |                            |       |       |        |

## Palmarés

### Campeonatos nacionales
| Título              | Club               | País      | Año     |
| ------------------- | ------------------ | --------- | ------- |
| Primera División    | C. A. Boca Juniors | Argentina | 2017-18 |
| Supercopa Argentina | C. A. Boca Juniors | Argentina | 2018    |
| Primera División    | C. A. Boca Juniors | Argentina | 2019-20 |
| Copa de la Liga     | C. A. Boca Juniors | Argentina | 2020    |
| Copa Argentina      | C. A. Boca Juniors | Argentina | 2019-20 |
| Copa de la Liga     | C. A. Boca Juniors | Argentina | 2022    |

### Campeonatos internacionales
| Título              | Club        | Sede           | Año  |
| ------------------- | ----------- | -------------- | ---- |
| Copa Sudamericana   | Racing Club | Asunción       | 2024 |
| Recopa Sudamericana | Racing Club | Rio de Janeiro | 2025 |